# Enizemum carmenae
Enizemum carmenae là một loài tò vò trong họ Ichneumonidae.